# 촐리콘
촐리콘(독일어: Zollikon)은 스위스 취리히주 마일렌구에 있는 자치체로 스위스에서 가장 고급스러운 지역 중 하나로 알려져 있다. 취리히 호수 기슭에 있는 촐리콘의 주요 정착지 외에, 시정촌에는 취리히에서 포어히로 가는 도로의 더 높은 고도에 있는 촐리커베르크도 포함된다.

## 지리

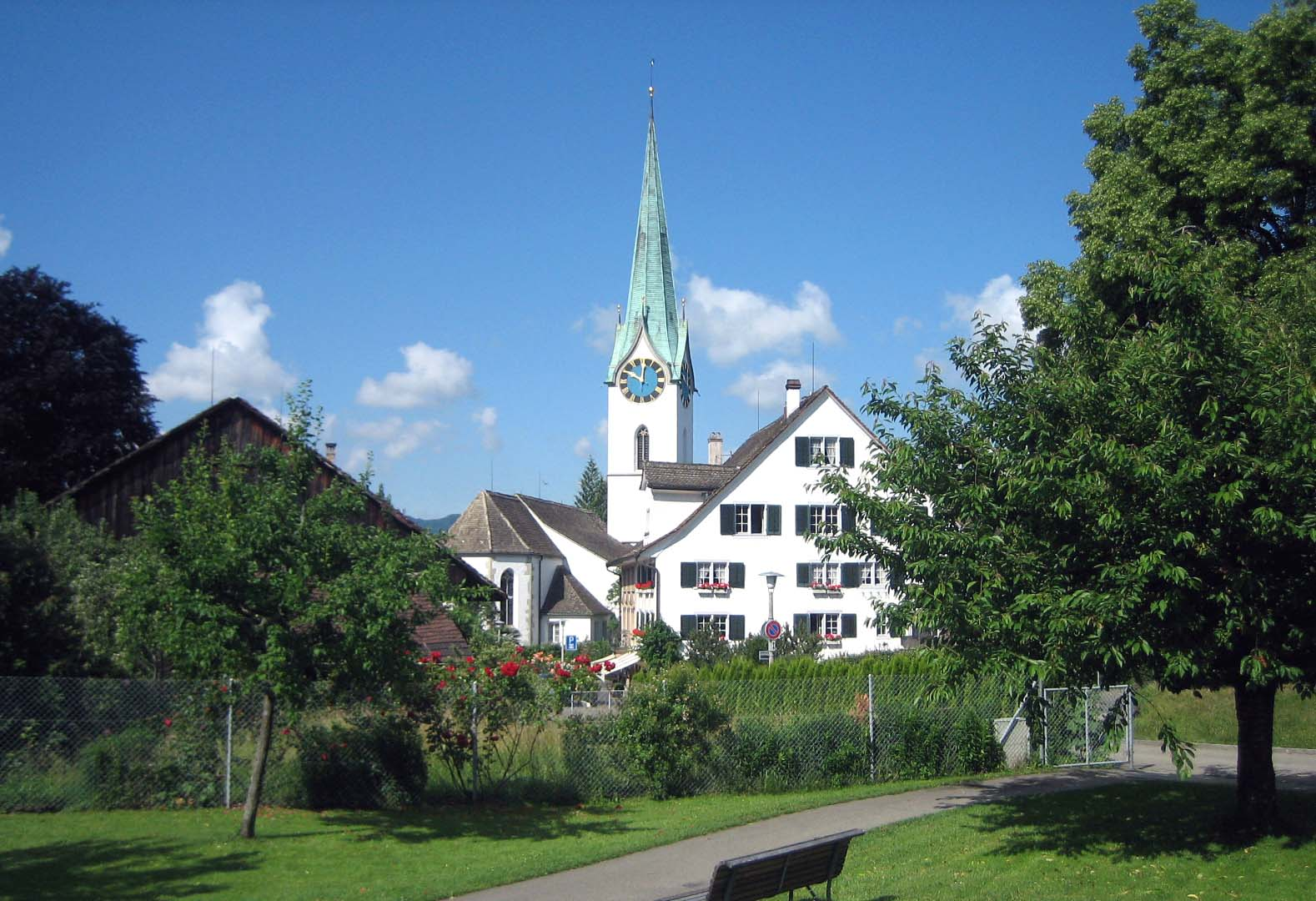
촐리콘의 스위스 개혁 교회

촐리콘의 면적은 7.9k㎡이다. 이 지역 중 21.2%는 농업용으로 사용되며, 37.7%는 산림이다. 나머지 토지 중 40.8%는 정착지(건물 또는 도로)이고 나머지(0.3%)는 비생산적(강, 빙하 또는 산)이다. 1996년 주택과 건물이 전체 면적의 33.3%를 차지했고, 나머지(7.5%)는 교통 기반시설이 차지했다. 전체 비생산 지역 중 물(시냇물과 호수)은 면적의 0.1%를 차지했다. 2007년 현재 전체 시정촌 면적의 36.5%가 어떤 유형의 건설을 진행 중이다.
촐리콘은 페넨슈틸 지역에 있다.
촐리콘은 취리히의 골드 코스트에 있으며, 미국에서 가장 바람직하고 비용이 많이 드는 지자체 중 하나로 간주된다.

## 인구통계
2020년 12월 31일 기준, 촐리콘의 인구는 13,311명이다. 2007년 기준으로 전체 인구의 17.9%가 외국인이다. 2008년 기준으로 인구의 성별 분포는 남성 47.3%, 여성 52.7%이다. 지난 10년 동안 인구는 5.9%의 비율로 증가했다. 2000년 기준, 인구 대부분인 85.9%가 독일어를 사용하며, 영어가 3.0%로 두 번째로 많이 사용하고, 이탈리아어가 2.4%로 세 번째이다.
2007년 선거에서 촐리콘에서 가장 인기 있는 정당은 30.8%의 득표율을 기록한 FDP였다. 다음으로 가장 인기 있는 세 정당은 SVP (29.4%), SPS (14.1%) 및 CSP (10.1%)였다.
인구의 연령 분포(2000년 기준)는 어린이와 청소년(0~19세)이 전체 인구의 16.6%, 성인(20~64세)이 59.1%, 노인(64세 이상)이)가 24.3%를 차지한다. 촐리콘에서는 인구의 약 85.3%(25-64세 사이)가 필수가 아닌 고등 교육 또는 추가 고등 교육(대학 또는 응용학문대학)을 완료했다. 촐리콘에는 5,675세대가 있다.
촐리콘의 실업률은 1.34%이다. 2005년 기준으로 1차 경제 부문에 44명이 고용되어 있으며, 이 부문에 약 14개 기업이 참여하고 있다. 418명이 2차 부문에 고용되어 있고 이 부문에 61개의 기업이 있다. 3,969명이 3차 부문에 고용되어 있으며, 이 부문에는 642개의 기업이 있다. 2007년 기준 노동인구의 66.7%가 상근직이고 33.3%가 파트타임직이다.
2008년 현재 촐리콘에는 3,171명의 가톨릭 신자 59명의 개신교 신자가 있다. 2000년 인구 조사에서 종교는 몇 가지 더 작은 범주로 분류되었다. 인구 조사에서 46.9%는 일종의 개신교였으며, 45.4%는 스위스 개혁 교회에, 1.6%는 다른 개신교 교회에 속했다. 인구의 27.1%가 가톨릭 신자였다. 나머지 인구 중 1.8%는 이슬람교, 5.2%는 다른 종교(목록에 없음), 3.5%는 무교, 16.5%는 무신론자 또는 불가지론자였다.

## 교통

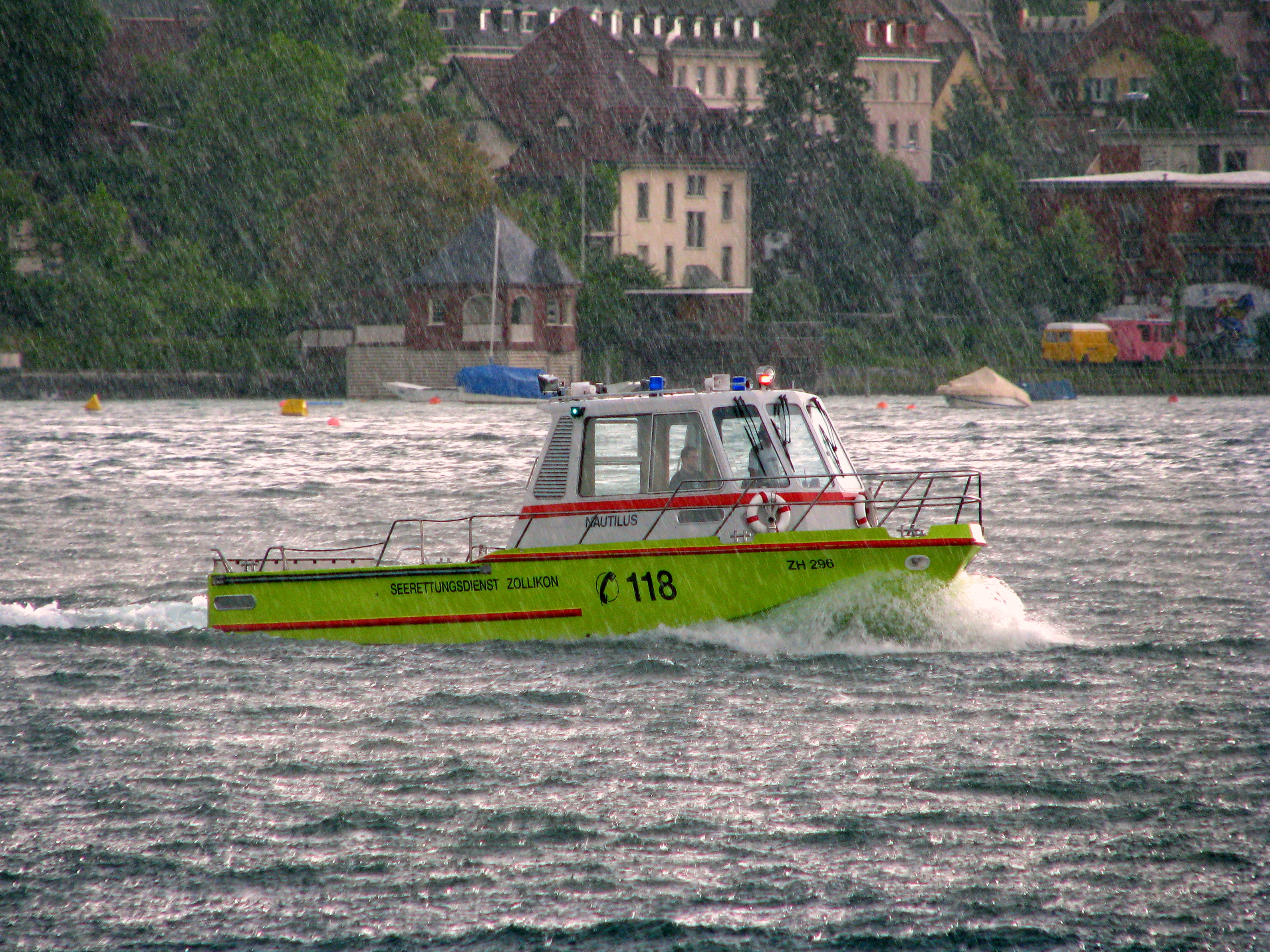
취리히호의 SAR 보트

촐리콘 시정촌에는 5개의 기차역이 있다. 촐리콘역은 취리히호 우안선에 있으며, 취리히 S-반 서비스 S6 및 S16 이 운행된다. 취리히 레할프, 발트부르크, 슈피탈 촐리커베르크 및 촐리커베르는 내륙 포어히 철도 노선에 있으며, S18 서비스가 제공된다.
910, 912, 916번 버스가 촐리콘을 통과한다. 여름에는 취리히호 해운(ZSG)에서 운영하는 라퍼스빌과 호수를 따라 취리히로 가는 정기보트가 있다.

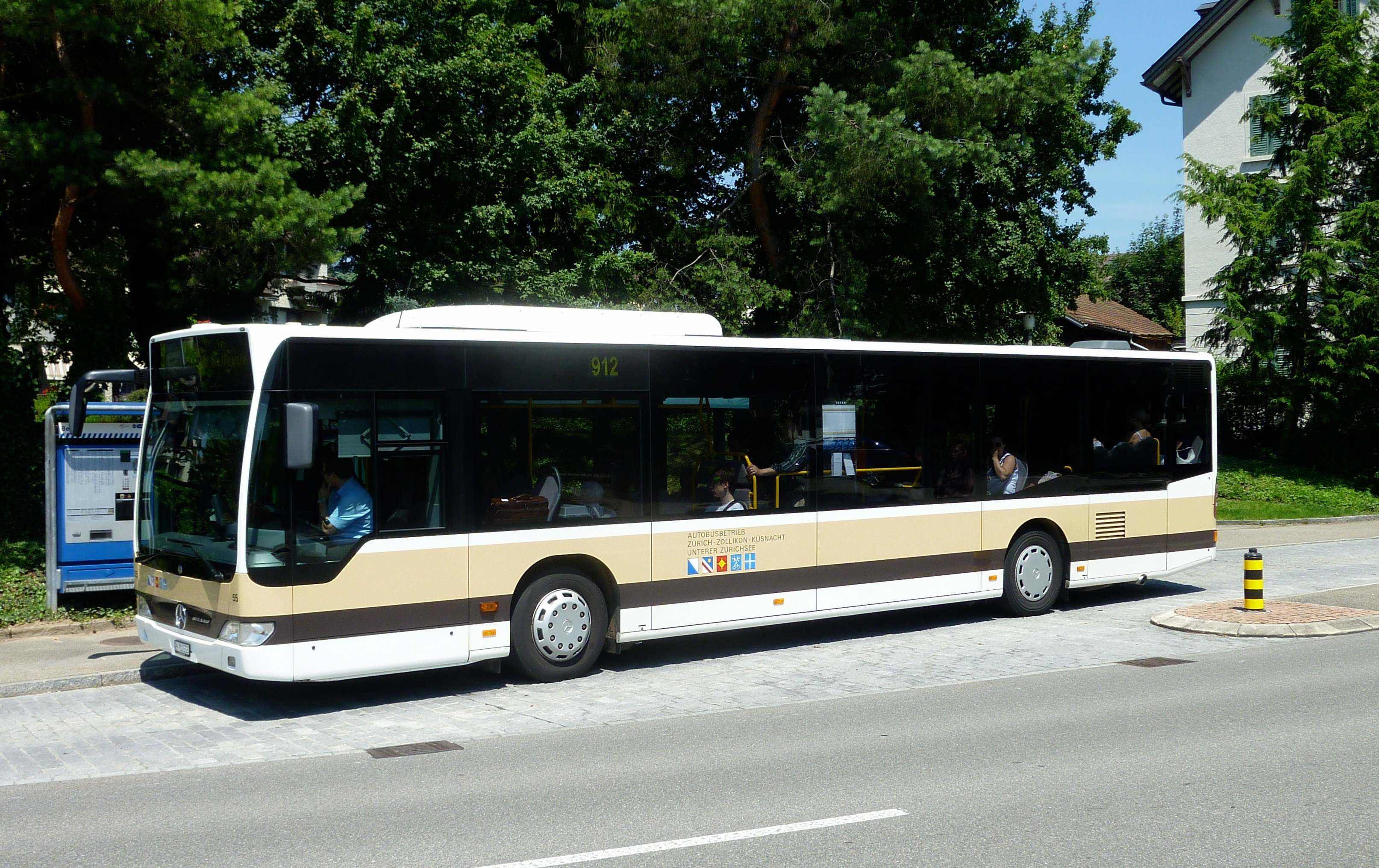
취리히-촐리콘-퀴스나흐트 버스
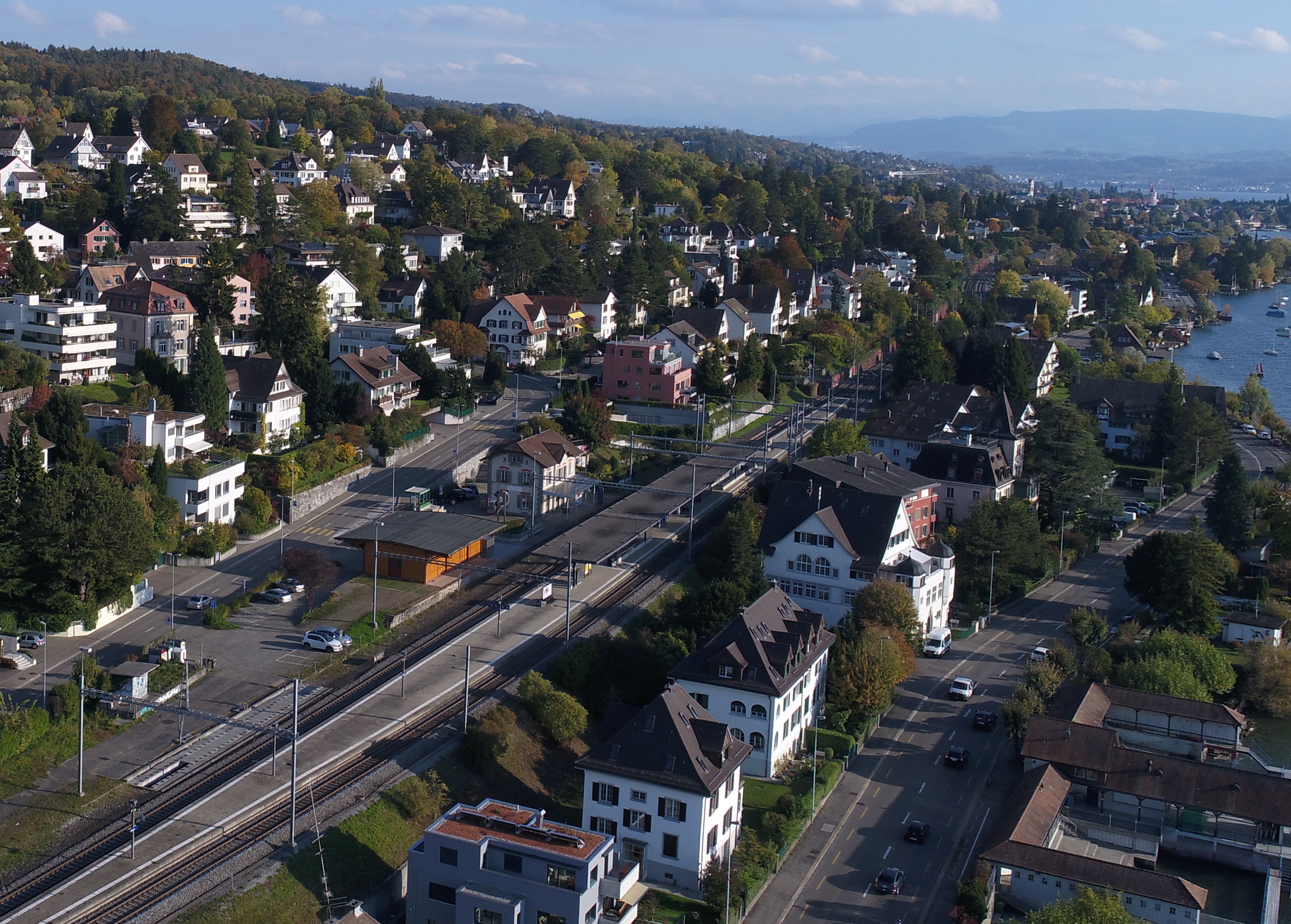
촐리콘역
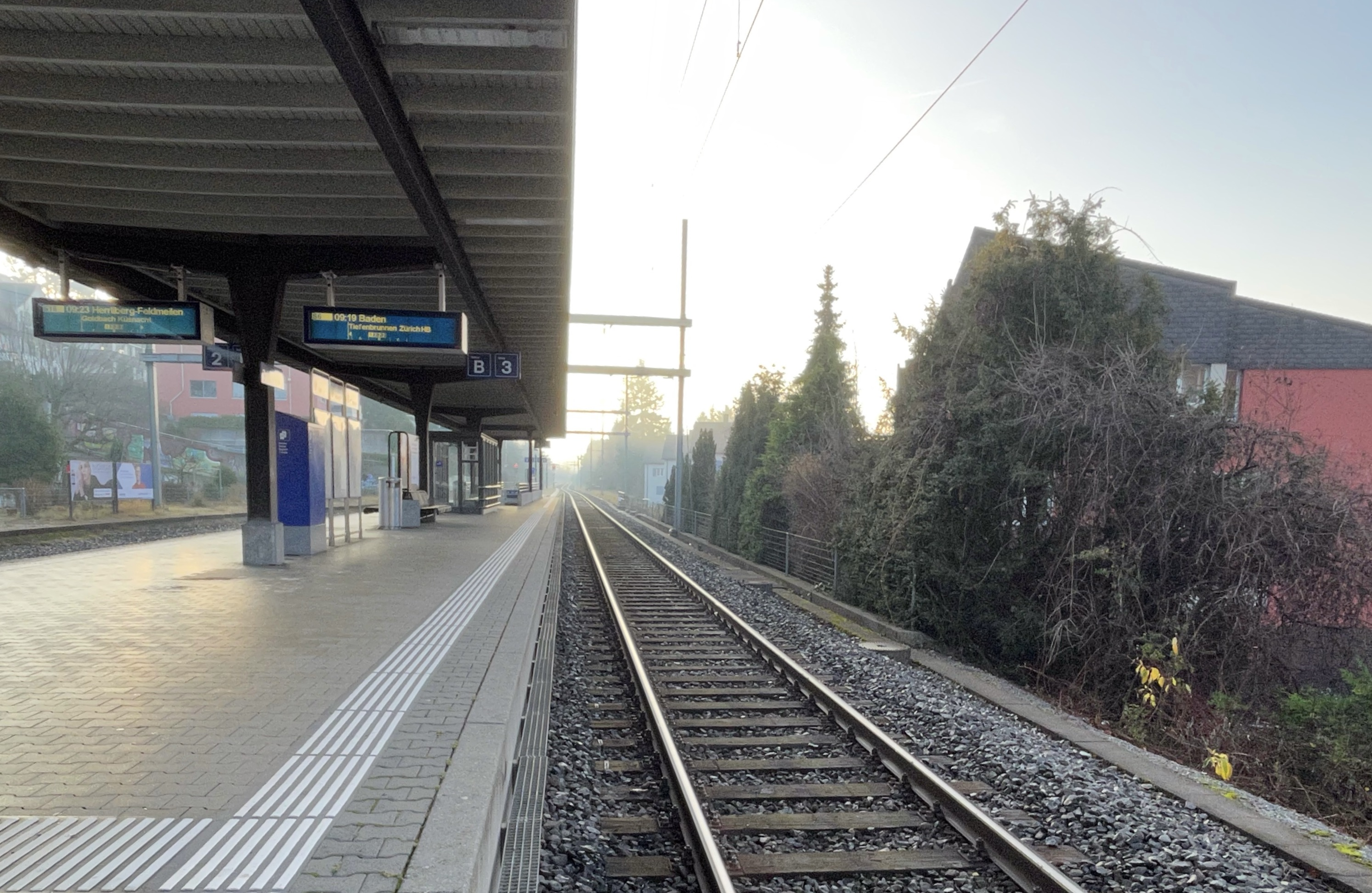
리히퉁 퀴스나흐트
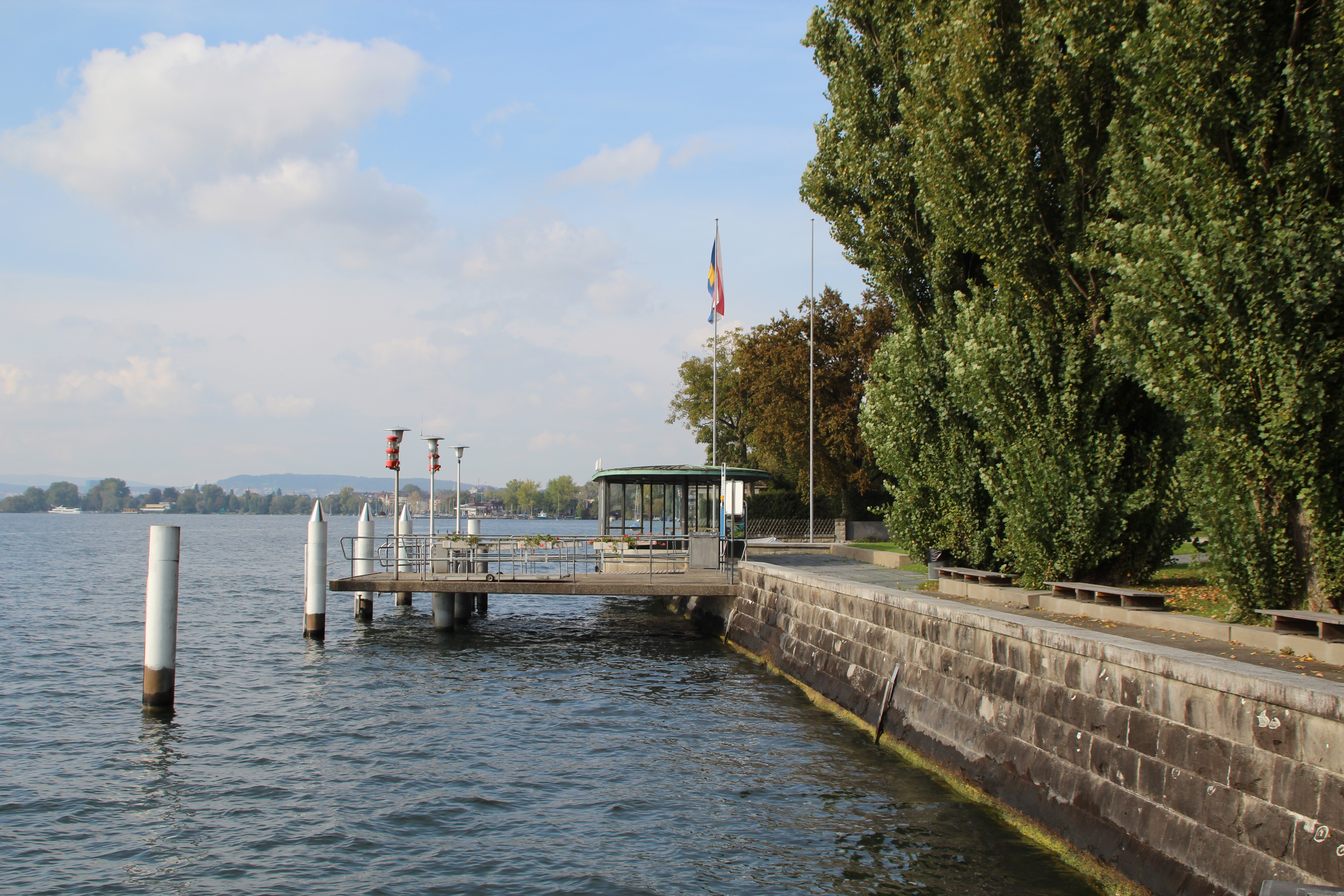
시플렌데

## 갤러리

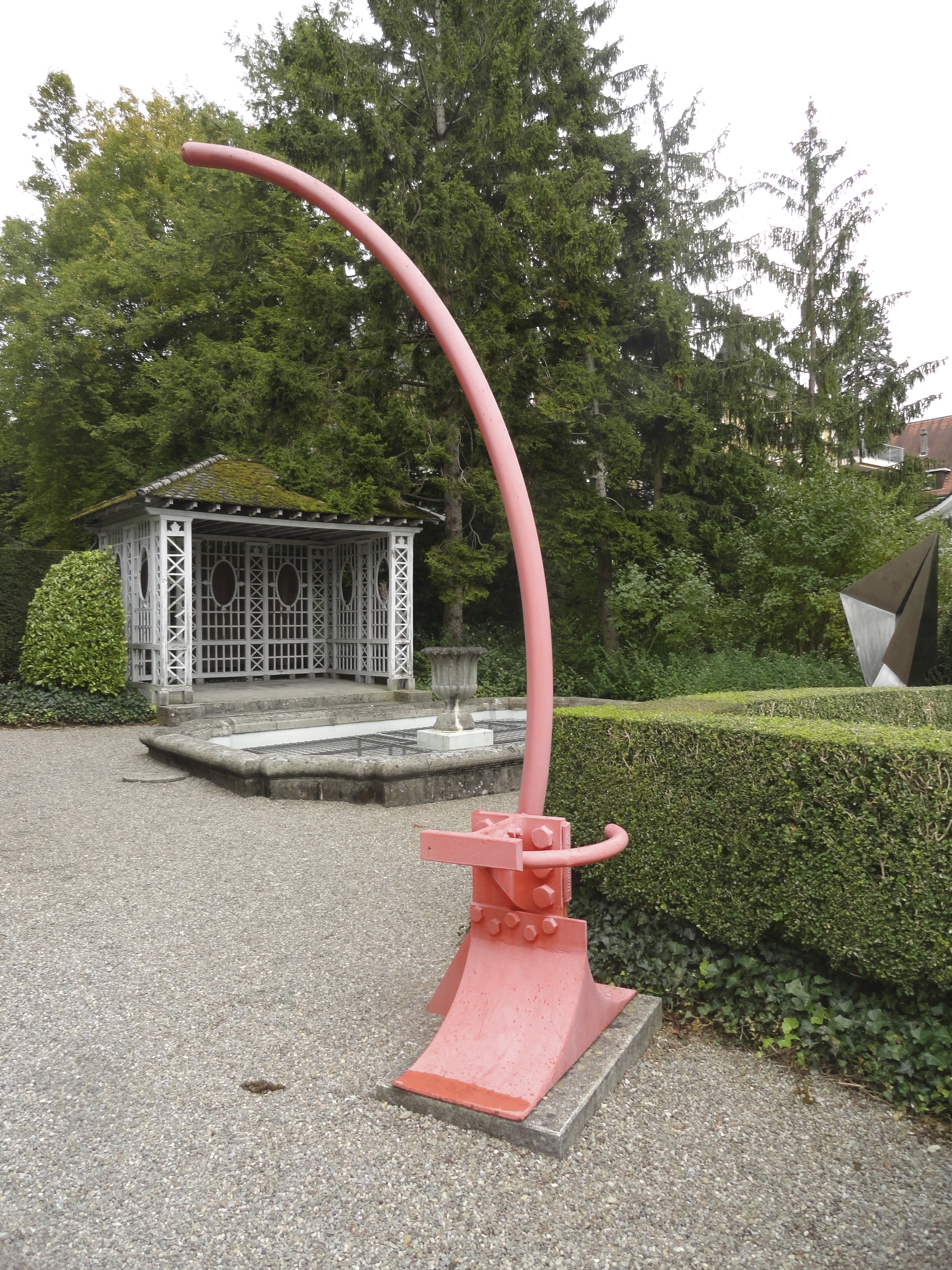
베른하르트 루긴뷜: Danielstengel; Sammlung Dr. Koenig
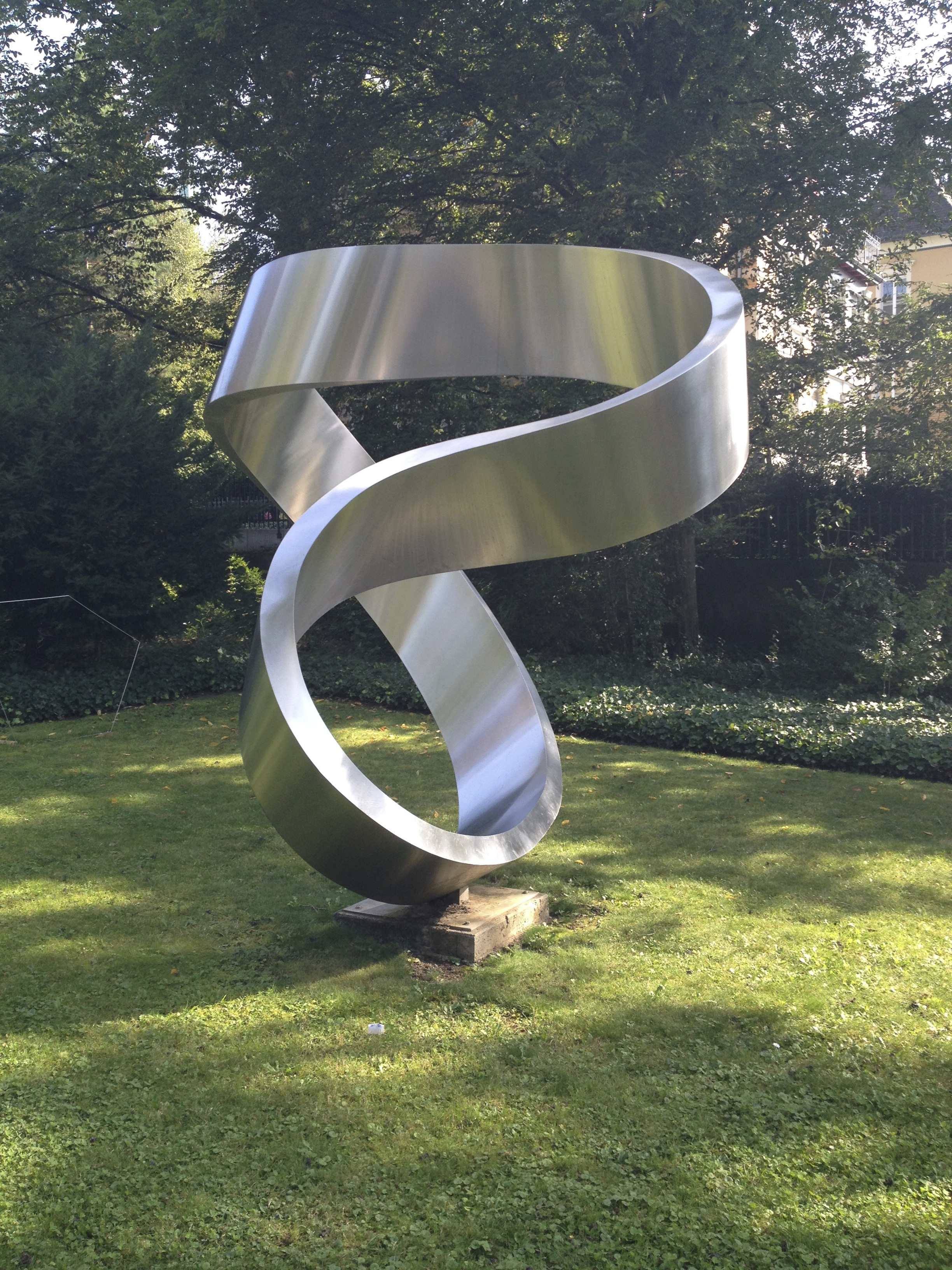
요제프 스타우브: 왕
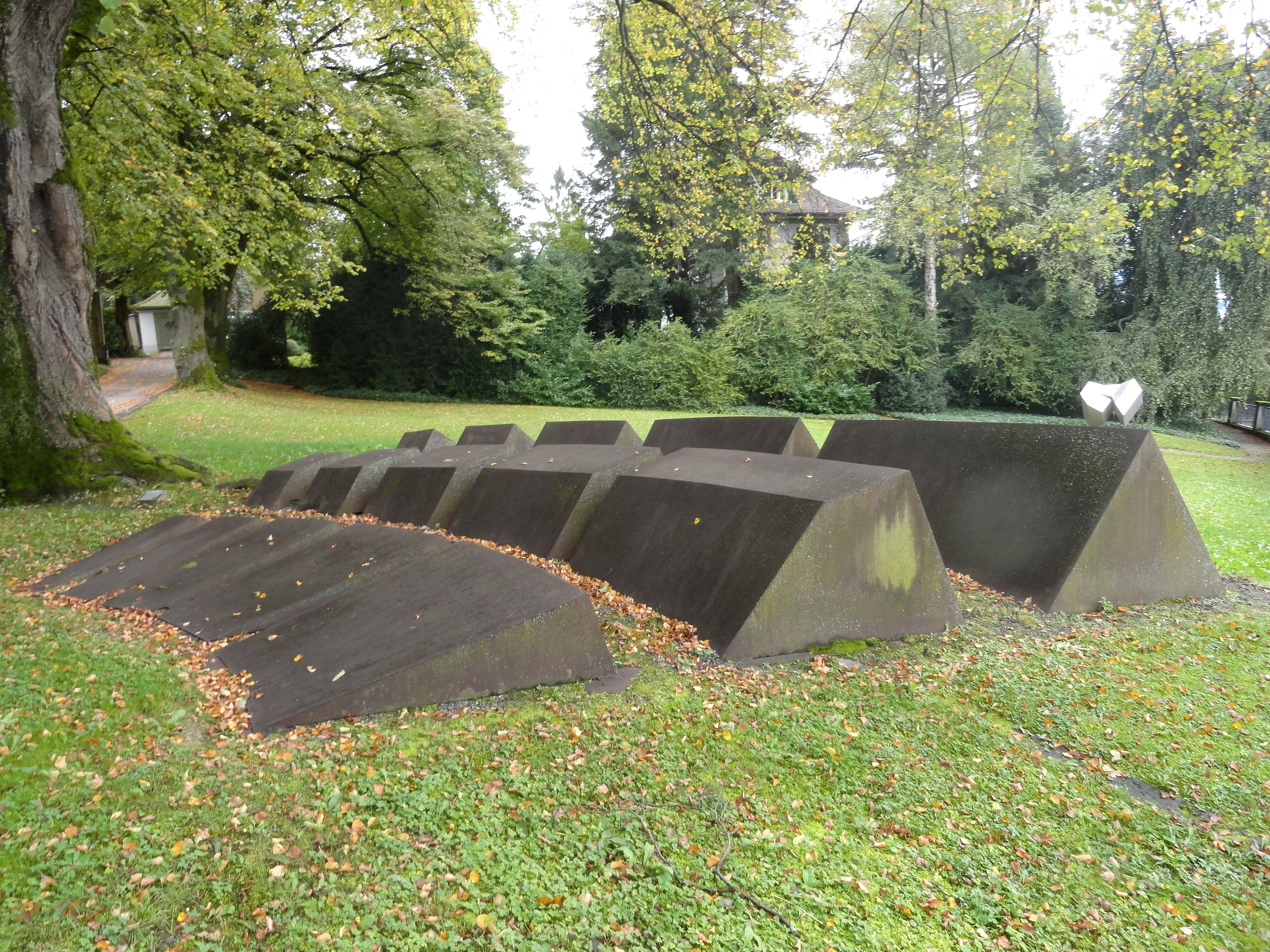
질리언 화이트: Fächersphäre
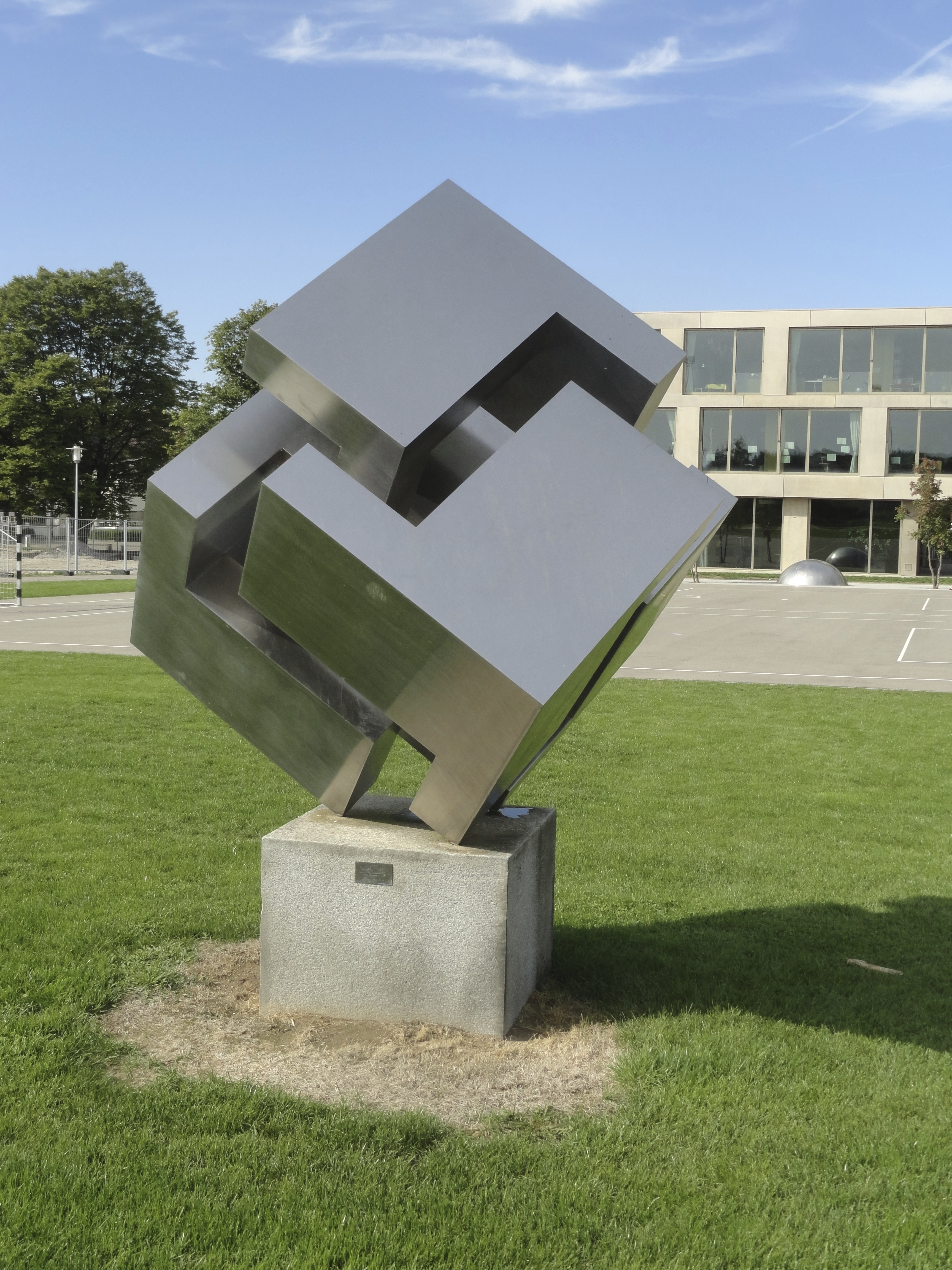
카를로 비바렐리: Four concave and Four convex corners, Park Schulanlage Oescher
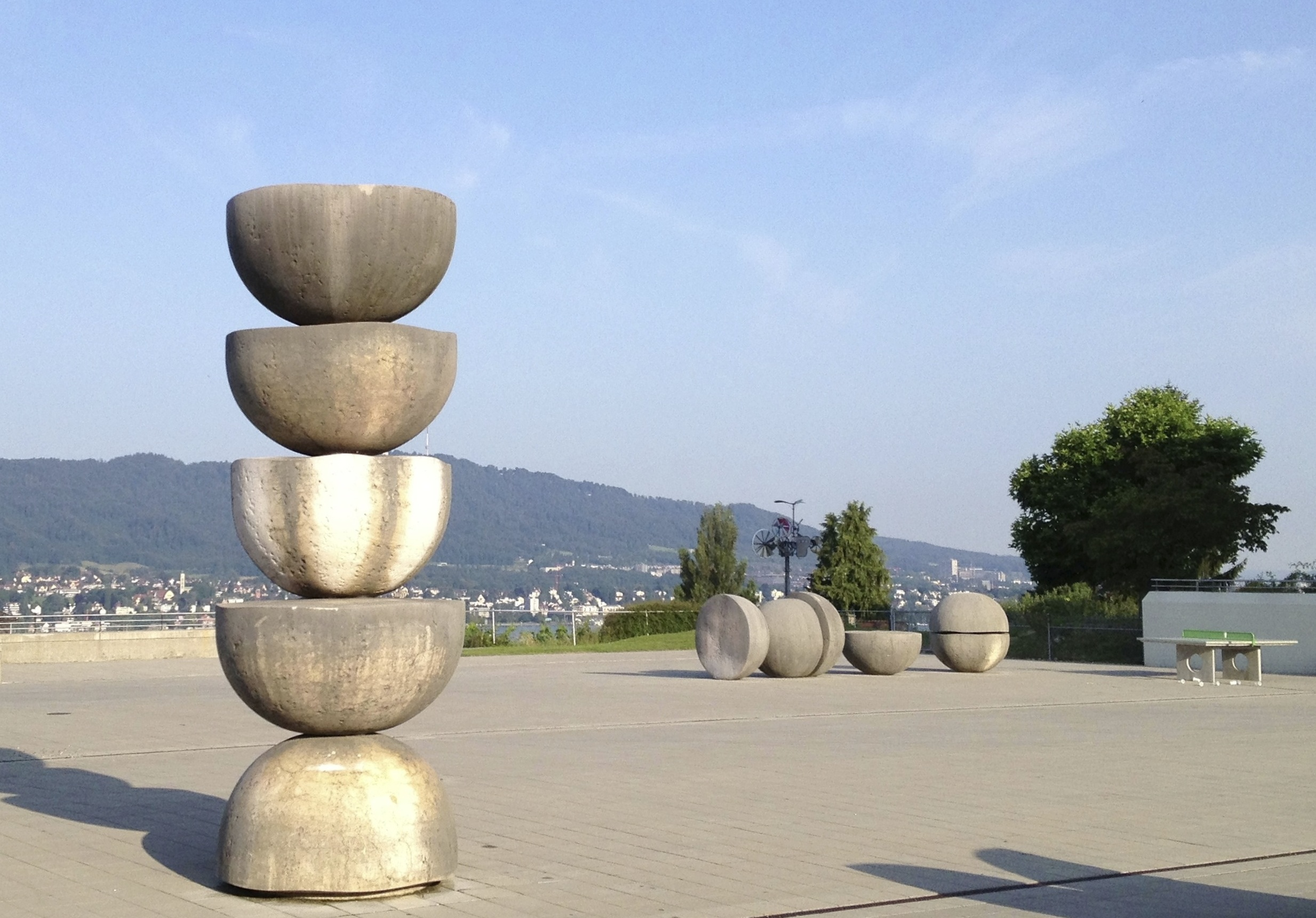
파울 아구스토니: Building and Participate, Buchholzhügel
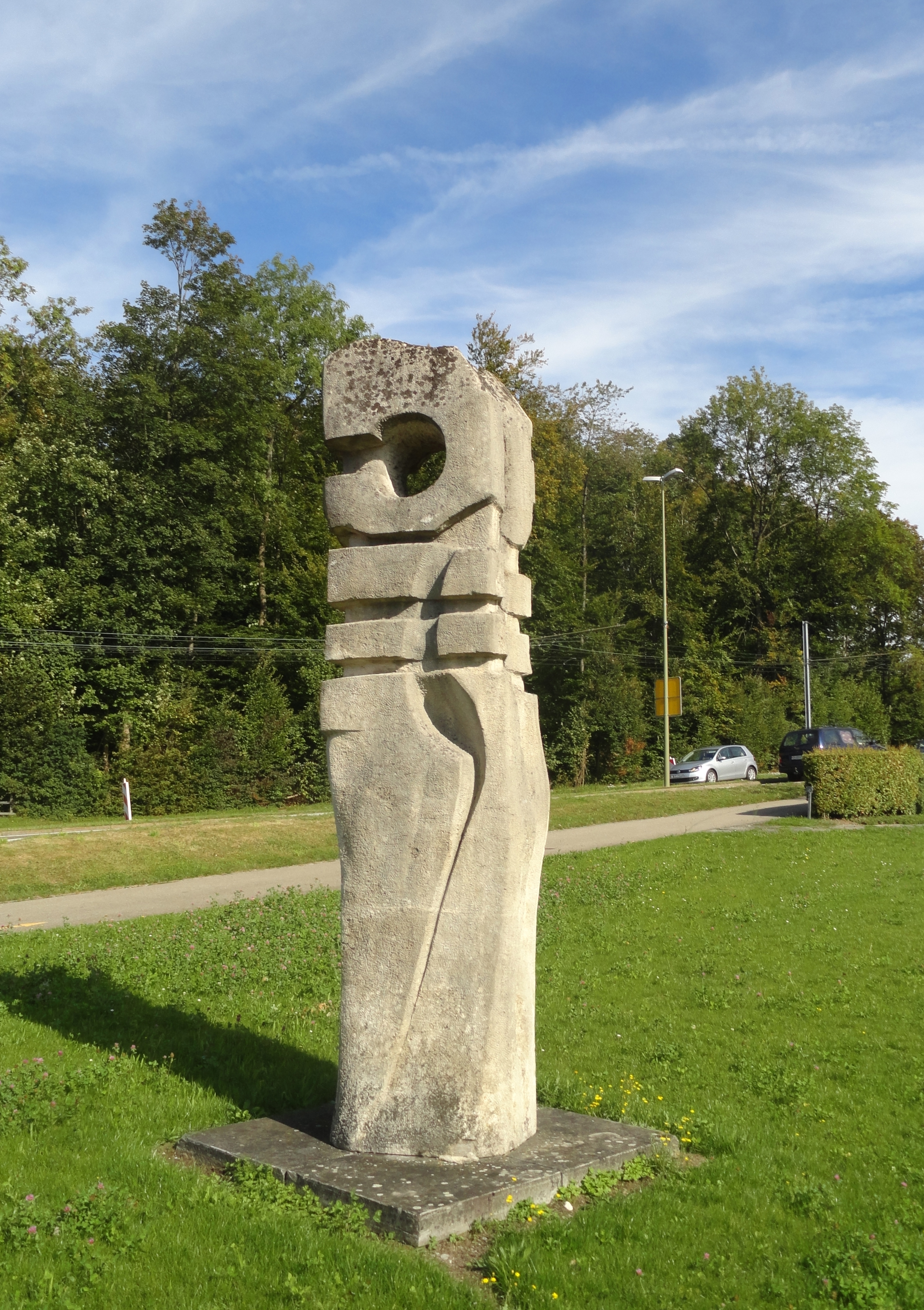
미즈이 야스오: Clef au Ciel (Key to Heaven); 베르크스트라세/포어히스트라세
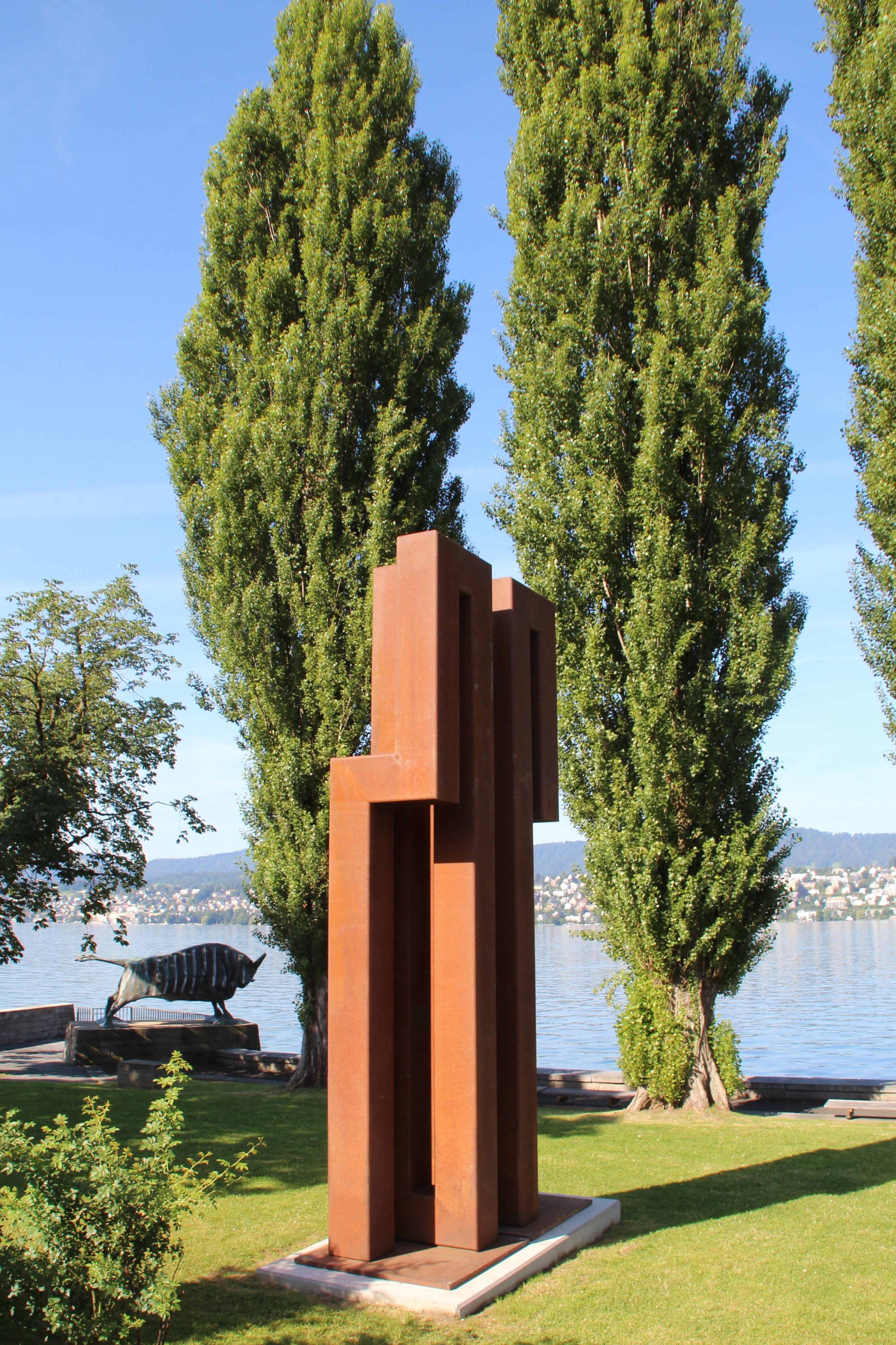
슈탈바우 400 폰 제임스 루치니